# Triana
Triana – miasto w Stanach Zjednoczonych, w stanie Alabama, w hrabstwie Madison.

## Demografia
W roku 2010 miasto zamieszkiwało 496 osób, a gęstość zaludnienia wynosiła 151,2 osoby/km². W roku 2023 liczba mieszkańców gwałtownie wzrosła do 4456 osób, a gęstość zaludnienia do prawie 1359 osób/km². Na przestrzeni zaledwie 13 lat populacja miasteczka wzrosła 9-krotnie, co jest ewenementem w stanie Alabama.